# Sasso Marconi
Sasso Marconi (en dialecte bolonyès: Al Sâs) és un comune de la ciutat metropolitana de Bolonya (antiga província de Bolonya), a la regió italiana d'Emília-Romanya, situat a 17 km al sud de Bolonya. L'1 de gener de 2018 tenia 14.903 habitants.
Conegut com a Sasso Bolognese fins a 1938, es diu així per Guglielmo Marconi, pioner de la ràdio, que va néixer a la propera ciutat de Bolonya. L'any 1902 Marconi va rebre el primer senyal de ràdio transatlàntic a Poldhu, Cornualla, Regne Unit. El nom Sasso (que vol dir "roca" o "pedra") deriva de la formació de roques del Pliocè anomenada Sasso della Glosina, a la confluència dels rius Setta i Reno.

## Demografia
| Gràfica d'evolució demogràfica de Sasso Marconi entre 1861 i                      |
|                                                                                   |
| Font: Istituto Nazionale di Statistica (ISTAT) - Elaboració gràfica de Viquipèdia |

## Ciutats agermanades
- Helston, Regne Unit
- Sassenage, França
- Siderno, Itàlia